# Auf dem Weg
Auf dem Weg ist ein Lied des deutschen Popsängers Mark Forster. Das Stück ist die erste Singleauskopplung aus seinem Debütalbum Karton.

## Entstehung und Artwork
Geschrieben wurde das Lied gemeinsam von Chris Buseck, Mark Forster und Johnny Le Andrews. Produziert wurde die Single durch Ralf Christian Mayer; als zusätzliche Koproduzenten standen ihm Sebastian Böhnisch und Forster zur Seite. Die Aufnahmen und die Programmierung erfolgten eigens unter der Leitung Mayers im Gismo7 in Motril (Spanien), die Abmischung erfolgte ebenfalls durch Mayer im Tucan Studio in Kornwestheim (Baden-Württemberg). Gemastert wurde das Stück unter der Leitung von Howie Weinberg, in dessen eigenen Studio in Los Angeles (USA). Die Single wurde unter dem Musiklabel Four Music veröffentlicht und durch Sony Music Entertainment vertrieben. Auf dem Cover der Maxi-Single ist – neben Künstlernamen und Liedtitel – Forster auf einer Straße sitzend, zu sehen. Der ländliche Hintergrund ist dabei in gelber Farbe und Forster selbst in schwarz-weiß dargestellt. Das Artwork des Coverbildes tätigte Julia Schliewe von Dangerous Berlin, die Fotografie stammt von Sven Sindt.

## Veröffentlichung und Promotion
Die Erstveröffentlichung von Auf dem Weg erfolgte am 18. Mai 2012 in Deutschland, Österreich und der Schweiz. Die digitale Maxi-Single enthält neben der Radioversion zwei Remixversion von Auf dem Weg. Die reguläre physische Maxi-Single wurde als 2-Track-Single veröffentlicht und enthält das Lied Froh sein als B-Seite. Eine spezielle Maxi-Single mit der Radioversion von Auf dem Weg enthält drei neue Remixversionen, die sich durch die der digitalen Maxi-Single unterscheiden und nicht als Download verfügbar sind.
Um das Lied zu bewerben, absolvierte er unter anderem Liveauftritte im ZDF-Fernsehgarten, beim Sat.1-Frühstücksfernsehen und bei The Dome.
Remixversionen
- Auf dem Weg (Bring ihn rein-Remix)
- Auf dem Weg (Loopstation-Version)
- Auf dem Weg (Orchester-Remix)
- Auf dem Weg (Varadero-Remix)
- Auf dem Weg (Welcome Home-Remix)

## Inhalt
| „Ich weiß jetzt: Auf dem Weg, auf dem ich lauf’, bin ich an so vielem vorbeigerauscht, auf dem Weg liegt, was ich such’, Ich schau’ jetzt hin, ich lass’ es endlich zu.“ – Refrain, Originalauszug | Der Liedtext zu Auf dem Weg ist in deutscher Sprache verfasst. Die Musik und der Text wurden gemeinsam von Chris Buseck, Mark Forster und Johnny Le Andrews geschrieben beziehungsweise komponiert. Musikalisch bewegt sich das Lied im Bereich der Popmusik. Neben Forster am Keyboard wurden Frank Engelmann (Gitarre), Alex Grube (Bass), Reiner Hubert (Schlagzeug) und Christopher Noodt (Keyboard) als weitere Instrumentalisten engagiert. In dem Lied verarbeitete Forster unter anderem die Erfahrungen seiner Reise auf dem Jakobsweg, die er drei Jahre vor der Veröffentlichung der Single unternommen hatte. Das Lied handelt von der Frage, ob das Ziel denn überhaupt das Ziel ist. |

## Musikvideo
Das Musikvideo zu Auf dem Weg wurde an vier Drehtagen in Mexiko-Stadt gedreht und  hatte am 25. April 2012 auf YouTube seine Premiere. Zu sehen ist Forster, der das Lied an verschiedenen Schauplätzen in und um Mexiko-Stadt herum singt. Regie des Videos mit der Gesamtlänge von 3:49 Minuten führten Daniel Franke und Sander Houtkruijer. Bis August 2025 zählte das Musikvideo über 8,6 Millionen Aufrufe bei YouTube.

## Mitwirkende
| Liedproduktion - Sebastian Böhnisch: Koproduzent - Chris Buseck: Liedtexter, Komponist - Frank Engelmann: Gitarre - Mark Forster: Gesang, Liedtexter, Keyboard, Komponist, Koproduzent - Alex Grube: Bass - Reiner Hubert: Schlagzeug - Johnny Le Andrews: Liedtexter, Komponist - Ralf Christian Mayer: Abmischung, Musikproduzent, Programmierung, Tonmeister - Christopher Noodt: Keyboard - Howie Weinberg: Mastering Cover - Julia Schliewe: Artwork - Sven Sindt: Fotograf | Unternehmen - Dangerous Berlin: Artwork (Cover) - Four Music: Musiklabel - Gismo7: Tonstudio - Howie Weinberg Mastering: Mastering - Sony Music Entertainment: Vertrieb - Tucan Studio: Tonstudio - We Are Chopchop: Ausführende Produktion (Musikvideo) Musikvideo - Daniel Franke: Regisseur - Sebastian Hiriart: Kameramann - Sander Houtkruijer: Regisseur - Alina Rojas: Filmproduzent |

## Rezensionen
Die deutschsprachige Online-Magazin laut.de beschrieb das Stück mit folgenden Worten: „Einfach gestrickte, aber intelligente Lyrics ergänzen sich mit leichtfüßig treibendem Drumcomputer, für sonniges Ambiente sorgt ein dünner Synthie-Teppich.“ Während die Redaktion das dazugehörige Studioalbum Karton eher als enttäuschend bezeichneten, hoben sie Auf dem Weg als den Höhepunkt des Albums hervor, an dessen Leichtigkeit keines der verbleibenden Stücke ansatzweise heranreichen würde.

## Chartplatzierungen
Auf dem Weg erreichte in Deutschland Rang 49 der Singlecharts und konnte sich 13 Wochen in den Charts platzieren. Für Forster ist dies als Interpret und Autor der erste Charterfolg seiner Karriere.
Für Mayer als Musikproduzent ist dies bereits der achte Charterfolg in Deutschland. Buseck erreichte in seiner Autorentätigkeit hiermit zum vierten Mal die deutschen Singlecharts. Für Le Andrews ist Auf dem Weg der erste und bislang einzige Charterfolg seiner Karriere.

## Coverversionen
- 2018: Leslie Clio: Die deutsche Popsängerin coverte das Stück im Rahmen der VOX-Musiksendung Sing meinen Song – Das Tauschkonzert, ihre Interpretation wurde von Forster zum „Song des Abends“ gewählt. Das Stück ist auch auf dem dazugehörigen Sampler zu finden.[12]